# Clubiona esuriens
Clubiona esuriens este o specie de păianjeni din genul Clubiona, familia Clubionidae, descrisă de Thorell, 1897.
Este endemică în Myanmar. Conform Catalogue of Life specia Clubiona esuriens nu are subspecii cunoscute.